# Jakub Więczkowicz
Jakub Więckowicz (ur. 1563 w Jarosławiu, zm. 1645 tamże) – postrzygacz, ważnik, rajca rady miasta Jarosławia.

## Życiorys
Wójt Jarosławia w latach 1613–1616, 1617–1618, 1625–1626, rajca w latach 1596–1621, 1627–1631, 1634–1637, wiceburmistrz w latach 1603–1603, 1618–1621, 1634–1637, burmistrz w latach 1596–1602 i 1603–1618. W latach 1636–1645 właściciel kamienicy Rynek 8.
Zmarł 10 stycznia 1645 roku w Jarosławiu.

## Rodzina
Żonaty z Katarzyną Turwińską, córką rajcy przemyskiego Adama. Miał 10 dzieci: sześciu synów: Wacława (burmistrza Radymna w latach 1637-1638), Wojciecha (ławnika w Tarnogrodzie w latach 1630-1631), Jana (obywatela Zamościa), ks. Marcina, Kazimierza i Szymona oraz cztery córki: Anne, Katarzynę, Zofię Zamsza i Ewę Dereniowną.

## Literatura
- Jakub Makara, Dzieje parafii jarosławskiej od początku do r. 1772, Jarosław 1935.
- Krystyna Kieferling, Jarosław w czasach Anny Ostrogskiej, Przemyśl 2008
- AP Kr. Sang. sygn. 57, s. 365.